# Castaignos-Souslens
Castaignos-Souslens település Franciaországban, Landes megyében. Lakosainak száma 424 fő (2022. január 1.). Castaignos-Souslens Argelos, Beyries, Marpaps, Momuy, Nassiet és Sault-de-Navailles községekkel határos.

## Népesség
A település népességének változása:
| Lakosok száma | 277  | 263  | 316  | 358  | 412  | 400  | 394  | 409  | 416  | 424  |
|               | 1968 | 1982 | 1990 | 2006 | 2013 | 2015 | 2017 | 2019 | 2020 | 2022 |